# Konstantinos V.
Konstantinos V. (světským jménem: Konstantinos Valiadis; 11. ledna 1833, Vessa – 27. února 1914, Heybeliada) byl řecký pravoslavný duchovní, biskup a patriarcha konstantinopolský.

## Život
Narodil se 11. ledna 1833 ve vesnici Vessa na ostrově Chios jako syn kněze Nikolaose Valiadise a jeho manželky Marie. Jeho otec jej učil číst a psát a poté jej metropolitou chioským Sofroniem (Meïdantzoglou) byl poslán na gymnázium a později na bohosloveckou školu Chalki, kterou dokončil roku 1857. Později studoval na fakultě teologie Athénské univerzity.
Roku 1864 byl rukopoložen na hierodiakona a byl jmenován sekretářem Svatého synodu Konstantinopolského patriarchátu. Roku 1874 byl rukopoložen na jeromonacha. V sedmdesátých letech studoval na Štrasburské a Heidelbergské univerzitě.
Roku 1876 byl zvolen a vysvěcen na metropolitu mytilenského.
Dne 30. dubna 1893 byl jmenován metropolitou efezským.
Dne 14. dubna 1897 byl zvolen patriarchou konstantinopolským.
Dne 9. dubna 1901 byl na Velký pátek odvolán z funkce patriarchy a patriarchou se znovu stal Ioakeim III.
Zemřel 27. února 1914 na cukrovku. Byl pohřben v chrámu monastýru Svaté Trojice na ostrově Chalki.